# Marjorie Prime
Marjorie Prime es una película de ciencia ficción estadounidense de 2017 escrita y dirigida por Michael Almereyda, basada en la obra de teatro del mismo nombre de Jordan Harrison. Está protagonizada por Jon Hamm, Tim Robbins, Geena Davis y Lois Smith. Las imágenes se proyectaron para los compradores en el 66º Festival Internacional de Cine de Berlín. Se estrenó en el Festival de Cine de Sundance 2017.

## Reparto

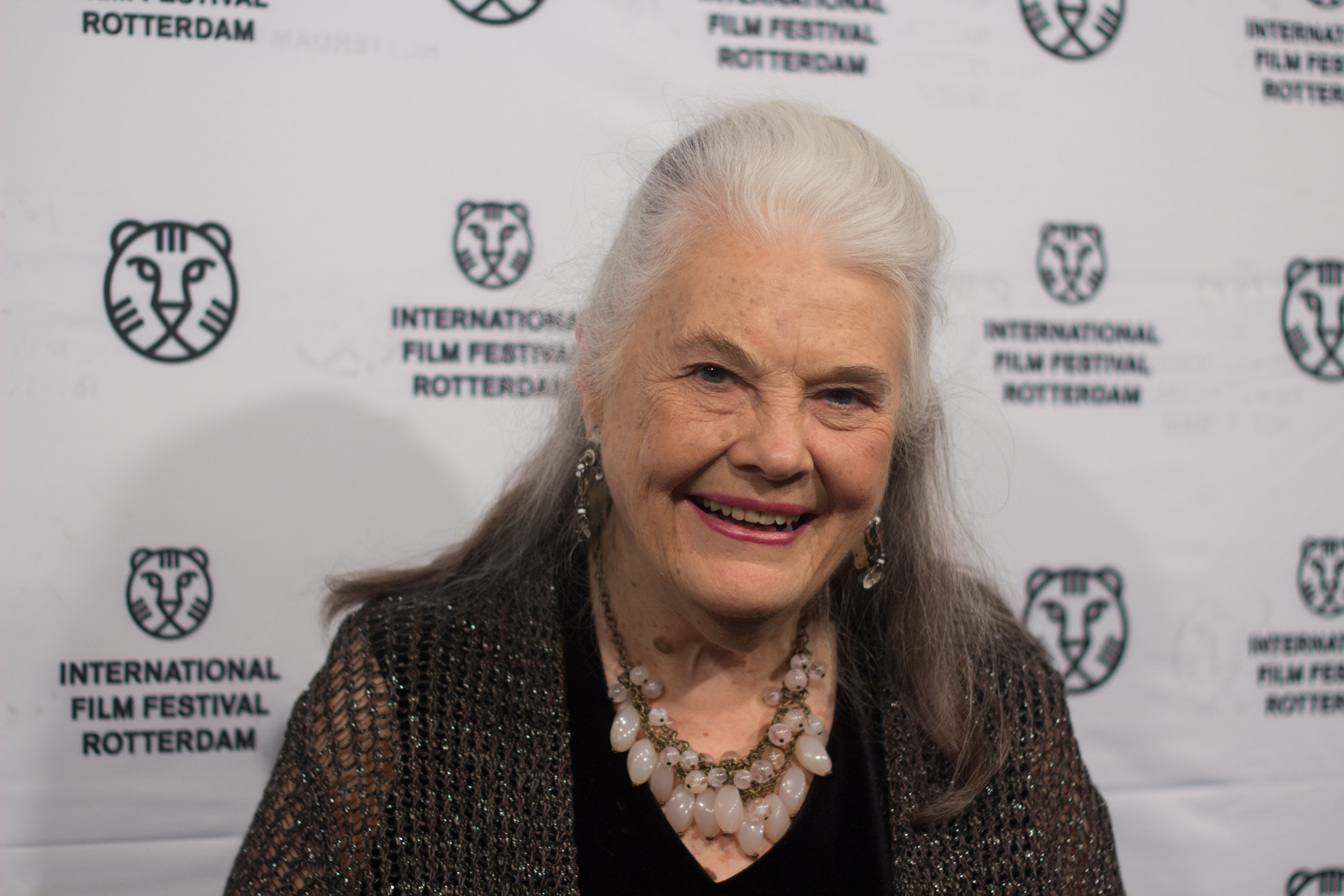
Lois Smith en el estreno internacional de Marjorie Prime

- Lois Smith como Marjorie/Marjorie Prime
  - Hannah Gross como la joven Marjorie
- Jon Hamm como Walter/Walter Prime
- Tim Robbins como Jon
- Geena Davis como Tess/Tess Prime
- Stephanie Andújar como Julie
- Leslie Lyles como la Sra. Salvesón

## Estreno
FilmRise adquirió los derechos de distribución de la película después de su estreno en el Festival de Cine de Sundance de 2017.

## Recepción

### Respuesta de la crítica
Marjorie Prime recibió elogios de la crítica. Tiene un índice de aprobación del 90% en Rotten Tomatoes según 92 reseñas, con una calificación promedio de 7.42/10. El consenso crítico del sitio web dice: "Con un escenario íntimo pero con un alcance ambicioso, Marjorie Prime, bellamente interpretada, plantea preguntas que invitan a la reflexión sobre la memoria, la humanidad y el amor". En Metacritic, la película tiene una puntuación media ponderada de 82 sobre 100, basada en 28 críticos, lo que indica "aclamación universal".